# Biblioteca Nacional de Maestros
La Biblioteca Nacional de Maestros es una biblioteca pública argentina especializada en ciencias de la educación y pedagogía, dependiente del Ministerio de Educación de la Nación Argentina que se encuentra en la Ciudad Autónoma de Buenos Aires. Funciona en el histórico edificio del Palacio Sarmiento. Posee un fondo documental compuesto por más de 220.000 piezas que incluyen libros, revistas, videos, documentos, etc.
La biblioteca difunde su patrimonio bibliográfico a través de catálogos, colecciones especiales y programas destinados para tal fin y desarrolla una importante gama de servicios al público que abarcan servicios presenciales, como salas de consulta, préstamos, referencia especializada, etc. y los servicios virtuales a través de su sitio web.

## Historia
El 15 de enero de 1870 durante la presidencia de Domingo Faustino Sarmiento y la actuación del ministro de Justicia e Instrucción Pública, Nicolás Avellaneda, se da a conocer el decreto N.º 7.779, por el cual se procede: "a la formación de una nueva oficina que la Ley de Presupuesto ha establecido en el Departamento de Instrucción Pública, con la designación de Biblioteca y Reparto de Libros". Mediante este decreto se designó como director a Clodomiro Quiroga y la Biblioteca se instaló en una dependencia del Ministerio de Justicia e Instrucción Pública, en la Casa de Gobierno.
En esa época, la Biblioteca solo se ocupaba de tramitar el canje y el despacho de suscripciones y publicaciones oficiales. A los pocos años su director fue ascendido a subsecretario del Ministerio de Obras Públicas y reemplazado por Miguel Sorondo. Durante estos años la institución se traslada a los altos de la casa que forma la esquina de Defensa y Alsina y un nuevo director, Julio Belín, nieto de Domingo F. Sarmiento, realiza la primera mudanza de la Biblioteca.
Escritos de la época reflejan las impresiones del ministro de Instrucción Pública sobre la Biblioteca, quien destacaba que «el establecimiento sirve a las necesidades del interés público, por haber aumentado considerablemente el número de sus obras, mediante canjes ventajosos, y por estar abierta en todo tiempo, durante algunas horas de la noche, llenando así un vacío que dejan las demás bibliotecas públicas».
Con la idea de mejorar su organización, se instala en la calle Bolívar 90. Su nuevo director fue Augusto Belín, hermano del anterior. Por esa razón su nombramiento nunca llegó a oficializarse, ya que el escrupuloso ministro Leguizamón temía que el vínculo fraternal enturbiara el control de la gestión pública. Se efectúa la renuncia de Belín y el nombramiento interino de José A. Olmos, quien muy compenetrado con su labor, recorría asiduamente la sala de lectura para supervisar al personal y observar al público que concurría.
Un decreto dio por tierra todos los proyectos de la Biblioteca, quedando reducida a ocuparse del canje, distribución y compra de publicaciones y libros solicitados por las Bibliotecas Populares. A los pocos días Olmos renunció e inmediatamente la Biblioteca fue cerrada. Después de la clausura, fueron nombrados directores Felipe Basavilbaso y Patricio Basavilbaso, sucesivamente. Durante estas gestiones no se modificaron las funciones ni las competencias de la institución.
Hacia 1881, el Consejo Nacional de Educación resolvió por decreto depositar los libros existentes en la Biblioteca de San Nicolás. Pedro Quiroga fue director solo por unos meses y lo sucedió Enrique Navarro Viola. Benjamín Zorrilla, al asumir la presidencia de la Comisión Nacional de Educación, decidió restablecer la actividad de la Biblioteca y Navarro Viola procedió a inventariar sus existencias.
Dos años después, fue elegido un nuevo director, Mariano Olivares. Durante este período Benjamín Zorrilla comenzó a instrumentar la formación de la Biblioteca Pedagógica con los libros de la malograda Biblioteca Sarmientina.
En julio de 1884 se sancionó la Ley de Educación Común 1420, que estipulaba la creación de una biblioteca pedagógica y la publicación de una revista, “El Monitor de la Educación Común”, destinada a los maestros. El nuevo director fue Rodolfo Araujo Muñoz, quien fuera reemplazado al año siguiente por Felipe Moreira y unos pocos meses después por Baldman F. Dobranich. El edificio de la esquina de Talcahuano y Viamonte, hoy escuela Nicolás Avellaneda, albergó a la nueva Biblioteca a la que se le agregaron el Museo Pedagógico y la distribución de “El Monitor de la Educación Común”.
En 1888, durante la dirección de Fernando D. Guerrico, se produce la apertura al público, anunciando que se invitaba a todos los docentes a frecuentarla. Un año después, Guerrico realiza un catálogo alfabético de autores, que se distribuye con "El Monitor" a todos los educadores. La Biblioteca continuaba siendo una dependencia algo precaria, la contabilidad se llevaba en una simple libreta y los libros se acumulaban sin un orden sostenido en un depósito. En esta situación asume como director Tomás A. Guido.
Ya hacia fines del siglo XIX, Juan M. de Vedia se hace cargo de la dirección de la Biblioteca y de “El Monitor de la Educación Común”. Tres años más tarde, bajo su gestión, se lleva a cabo la mudanza definitiva al anhelado edificio de Rodríguez Peña 935 ocupado por Tribunales desde 1889. Los inventarios realizados durante este período fueron criticados posteriormente ya que no se aplicaron las normas bibliotecológicas vigentes. No se llevó un registro de usuarios hasta 1892 y, por tanto, no es posible conocer la repercusión de la Biblioteca en el ámbito educativo.

### Afirmación de su identidad
En 1906, luego de la muerte sorpresiva de Juan M. de Vedia, accedió al cargo Amador Lucero, con quien comienza la verdadera transformación de la institución. Se procede a realizar un inventario completo del fondo bibliográfico y a catalogar todo el material existente. Según sus propias palabras "Arreglarla, inventariarla y catalogarla no es sino poner al día la tarea incesante, tendiente al propósito esencial de que, en un momento dado, con la fecha del último asiento de los numerosos registros, sea posible constatar el resumen de cada uno y la puntual correspondencia de los números, que en todo están relacionados (...) Nada hay que sea más sencillo; pero nada más difícil, durante los cuarenta años transcurridos, desde la fundación de la Biblioteca". En este proceso, se destacó Juan Tumburus, quién colaboró en la reorganización para lograr que la Biblioteca alcanzara sus objetivos.
En 1914, ante la muerte de Amador Lucero fue elegido en forma interina José Censi, quien anteriormente estaba encargado del archivo y de la revisión de las planillas de inventario.

Al año siguiente, llega al cargo de director el escritor argentino Leopoldo Lugones. 

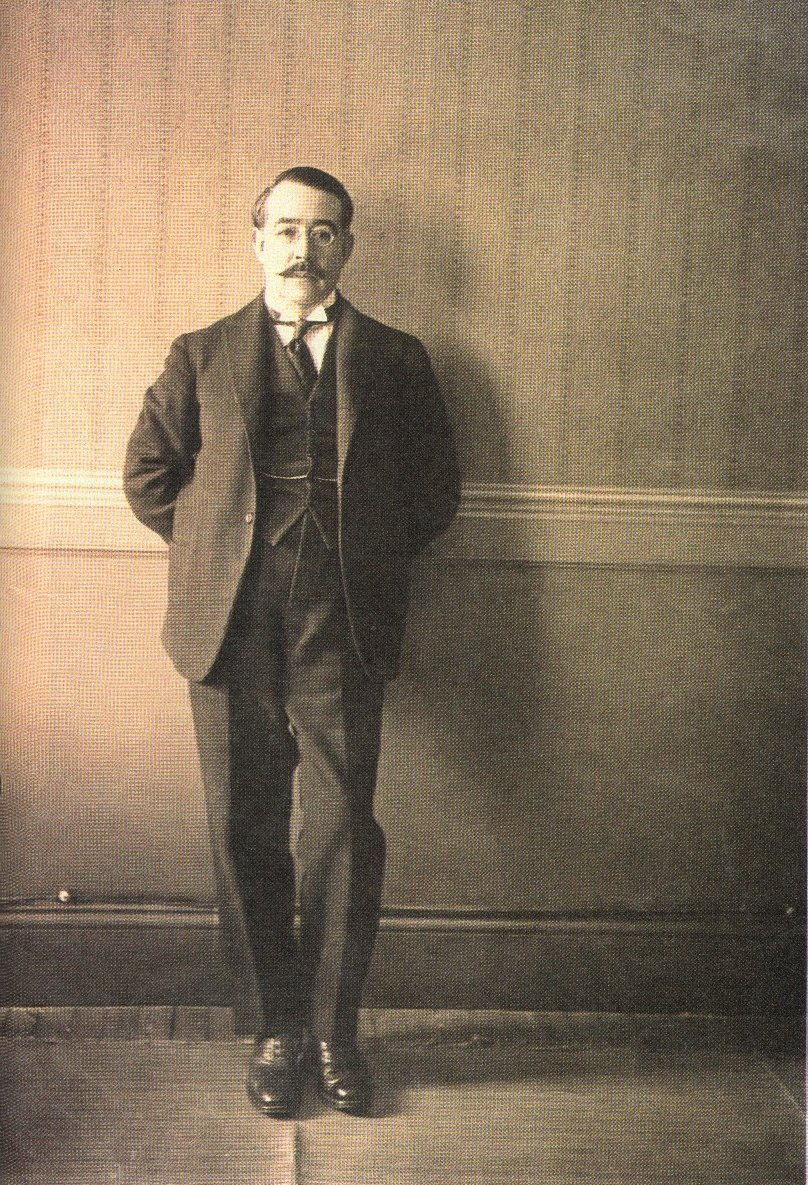
Leopoldo Lugones en 1922 (Caras y Caretas)

En su gestión se adquirieron verdaderas joyas bibliográficas, como la Historia verdadera de la conquista de la Nueva España de Bernal Díaz del Castillo y "L'Encyclopédie ou Dictionnaire raisonné des sciences, des arts et des métiers" dirigida por Diderot y D'Alembert, publicado en París en 1751. Uno de sus mayores esfuerzos del periodo estuvo dedicado a la creación de una biblioteca destinada a los niños, que atendió en su primer año 3.500 consultas, y que dio origen a la Sección Infantil. En este período se inauguró la Sala Colmo con los fondos de la biblioteca privada del Dr. Alfredo Colmo, quien había estudiado durante su carrera de abogacía en la Biblioteca Nacional de Maestros.

### Consolidación
En el año 1938, luego de la muerte de Leopoldo Lugones, Nicolás Coronado fue nombrado director -el interinato fue cubierto por Alfonso de Laferrére.
En estos años se adquirió la biblioteca particular de Lugones que constituye uno de los tesoros más preciados de la institución. Además, se recibieron importantes donaciones como las de los profesores Pablo A. Pizzurno y Mariano de Vedia.
En 1948 aproximadamente, Nicolás Coronado decide alejarse del cargo por decisión propia y la dirección pasó a manos de Nicolás A. Rivero, quien permaneció por más de treinta años en su cargo, tratando siempre de modernizarla, adaptándola a los nuevos tiempos y al progreso de las comunicaciones.

### La BNM en la democracia
Hacia 1980, la institución pasó a ser dirigida por Jorge Alfredo Maxit y cuatro años más tarde esta responsabilidad recayó en Reneé Soto del Castillo. En esta época la Biblioteca enfrentó serios problemas económicos encontrándose con un presupuesto reducido. De todos modos, el patrimonio se incrementó mediante las donaciones de material bibliográfico recibido, por la gran campaña de ayuda filantrópica liderada por Nicolás Barrios Lynch, quien llevó a otorgar mayor renombre público a la labor de la Biblioteca Nacional de Maestros con representaciones en la Feria del Libro y eventos de artes y letras.
La nueva dirección, en 1990, la ocupó Graciela Maturo. Durante su gestión llegaron las primeras computadoras y se inauguró el Aula Belgrano destinada a cursos de filosofía, didáctica escolar, literatura y charlas de actualidad.

### Presente
En 1993 asume el cargo de directora Graciela Perrone. La institución se remodela y moderniza toda su infraestructura. Actualmente ofrece servicios presenciales, consultas remotas, biblioteca digital.
En el año 2001 se crea el software de gestión bibliotecaria Aguapey.
La biblioteca también expande sus acciones hacia el interior del país a través de redes federales como el Sistema Nacional de Información Educativa (SNIE), y la red de Bibliotecas Escolares de la República Argentina (BERA) y hacia arenas regionales, participando en el Sistema de Comunicación e Información (SIC) en el Mercosur Educativo.
En 2020 asume el cargo de director Fernando Ariel Lopez.
A partir del 18 de marzo de 2021 comienza a llamarse Biblioteca Nacional de Maestras y Maestros.